# عضو برلمان

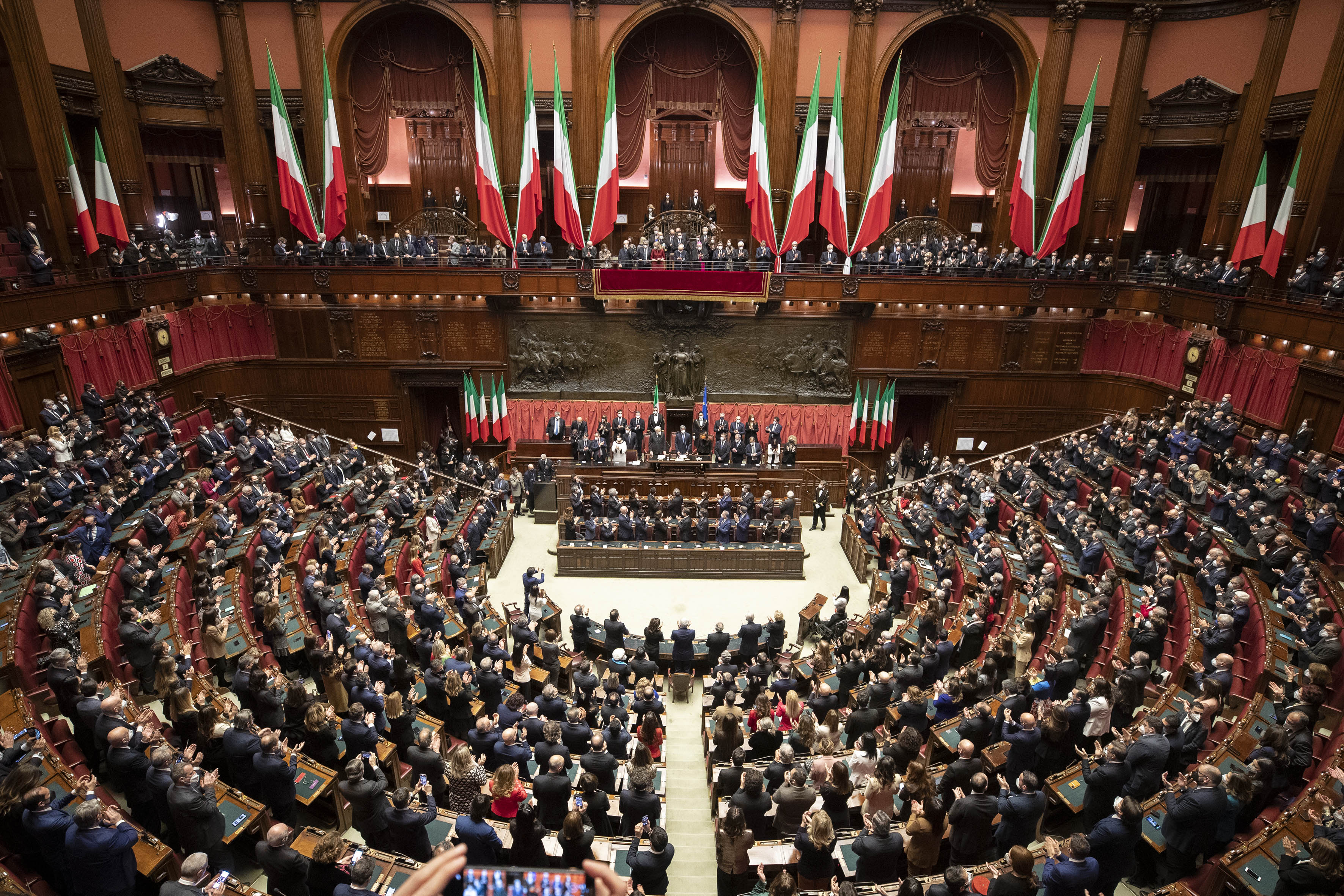

عضو البرلمان هو مواطن ينتخبه الشعب في دائرته الانتخابية لتمثيله في البرلمان . وفي كثير من البلدان التي لديها برلمانات ذات مجلسين، يقصد به على وجه التحديد عضو مجلس النواب، حيث غالبا ما يكون للمجالس العليا مثل مجلس الشيوخ لقب مختلف.
يميل أعضاء البرلمان إلى تشكيل مجموعات برلمانية (تسمى أيضا الكتل البرلمانية) تضم أعضاء من نفس الحزب السياسي أو تحالف لعدة أحزاب أو مستقلين.
يمارس العضو سلطات تشريعية ورقابية وسياسية تختلف من برلمان لآخر حسب دساتير وأنظمة الدول، ويتمتع العضو بحصانة برلمانية تحميه من المسائلة نتيجة دوره البرلماني.

## اقرأ أيضاً
- برلمان